# Mosquera Celtic Band
Mosquera Celtic Band é uma banda de música tradicional, na sua maioria celta, mas também abrange o folk-pop. Tem a sua sede em Castela-A Mancha mas tem presença nacional e até internacional. A banda actua em vários festivais como por exemplo o Festival Intercéltico de Áviles, nas Astúrias. Têm também actuado na Galiza.

## Origem
As origens da banda nascem no Xacobeo de 2010 quando o presidente da Xunta da Galiza, Alberto Núñez Feijóo encarregou a Fernando Mosquera a composição duma peça para a celebração e a partir daí surgiu a possibilidade de formar um grupo.

## Digressões
- Gira na América do Sul: Argentina, Chile e Uruguai (14–28 de março de 2016)[7]

## Discografía
| Álbum        | Ano  | Selo discográfico                | Formato | Deposito legal | Estado  |
| ------------ | ---- | -------------------------------- | ------- | -------------- | ------- |
| Peregrinatio | 2012 | Several Records/Severalia Música | LP      | M-45183-2011   | Editado |
| Outlander    | 2015 | Several Records, S.L.            | LP      | M-6824-2015    | Editado |
| Proximamente | 2017 | Several Records                  | LP      | …              | …       |

## Integrantes
- Fernando Mosquera[1]
- Sara Calatrava[1]
- Manuel Briega[1]
- Javier García[1]
- Óscar Hernández[1]
- Manuel Agudo[1]
- José Alberto Ortiz[1]